# ウェストモアランド教区
ウェストモアランド教区（ウェストモアランドきょうく、英語: Westmoreland Parish）は、ジャマイカの島の南側の最西端に位置する教区。コーンウォール郡で、ハノーバー教区の南、セント・ジェームズ教区の南西、セント・エリザベス教区の北西に位置する。中心地はサバナラマル。有名な観光地、ネグリルもこの教区にある。

## 小史
クリストファー・コロンブスは、2回目の船旅でジャマイカに到着したとき、ウェストモアランドに停泊した。今日、この教区のブルーフィールズのある場所に、最初のスペイン人の村落が建てられた。
島の最も西の場所であったため、教区は1703年にウェストモアランドと命名された。海岸沿いの町、サバナラマルは、1730年にバンベリーに替わって行政の中心地となる。
1938年、フローム製糖会社で起こった暴動は、ジャマイカの歴史の道筋を変えた。これらの暴動の結果、1944年の普通選挙権の成立へとつながり、結局これがジャマイカを自治と独立に導くことになる。2人の国民的英雄、アレクサンダー・バスタマンテ卿とノーマン・ワシントン・マンリーが、この間に政治的指導者として現れた。

## 地理
ウェストモアランド教区は、面積は807km2で、ジャマイカの8番目に大きい教区である。人口は約14万4000人で、インド系住民の割合が大きい。インド系住民は、奴隷制度の後に、インドからジャマイカに働きに来た年季労働者の子孫である。インド人の子孫たちは、その残された財産のために、この教区では「ロイヤルズ(王族)」として知られている。
1万エーカー以上の沼地があり、その最大の部分はグレート・モラス(Great Morass)と呼ばれている。これは何世紀もにわたって集められた動植物を含んでいる。沼地からは泥炭が採掘される。また、 沼地はジャマイカの野生生物のための自然の聖域として役立っている。沼地以外の部分は、適度に高いいくつかの丘陵と、海岸に沿った沖積平野から成っている。また、多くの川が流れている。

## 対外関係

### 姉妹自治体･提携自治体
- 鳥取県（日本国 中国地方 鳥取県）
  - 2016年（平成28年）3月24日提携[2]

## 産業
肥沃な土地のため、この教区は農業、特にサトウキビで栄える。他の農産物では、バナナ、コーヒー、ショウガ、ココア、オールスパイス、はちみつ、コメ、パンノキなどがある。ウシ、ウマ、ラバの畜産も試みられている。漁業も盛んで、19の魚釣り海岸で90隻以上のボートが漁業に従事している。製造業の品目では、飲食物、タバコ、動物の飼料、織物と織物製品がある。
ネグリルはジャマイカの主な観光地のひとつである。1950年代以来、観光は最も成長した部門である。サンダルス・ネグリルなどの高級リゾートホテルが建ち並ぶ。

## 隣接行政区画
- ハノーバー教区
- セント・ジェームズ教区
- セント・エリザベス教区

## 教区内の主な都市・集落
- ネグリル
- サバナラマル
- Petersfield
- w:Roaring River Park